# Pasta de dents

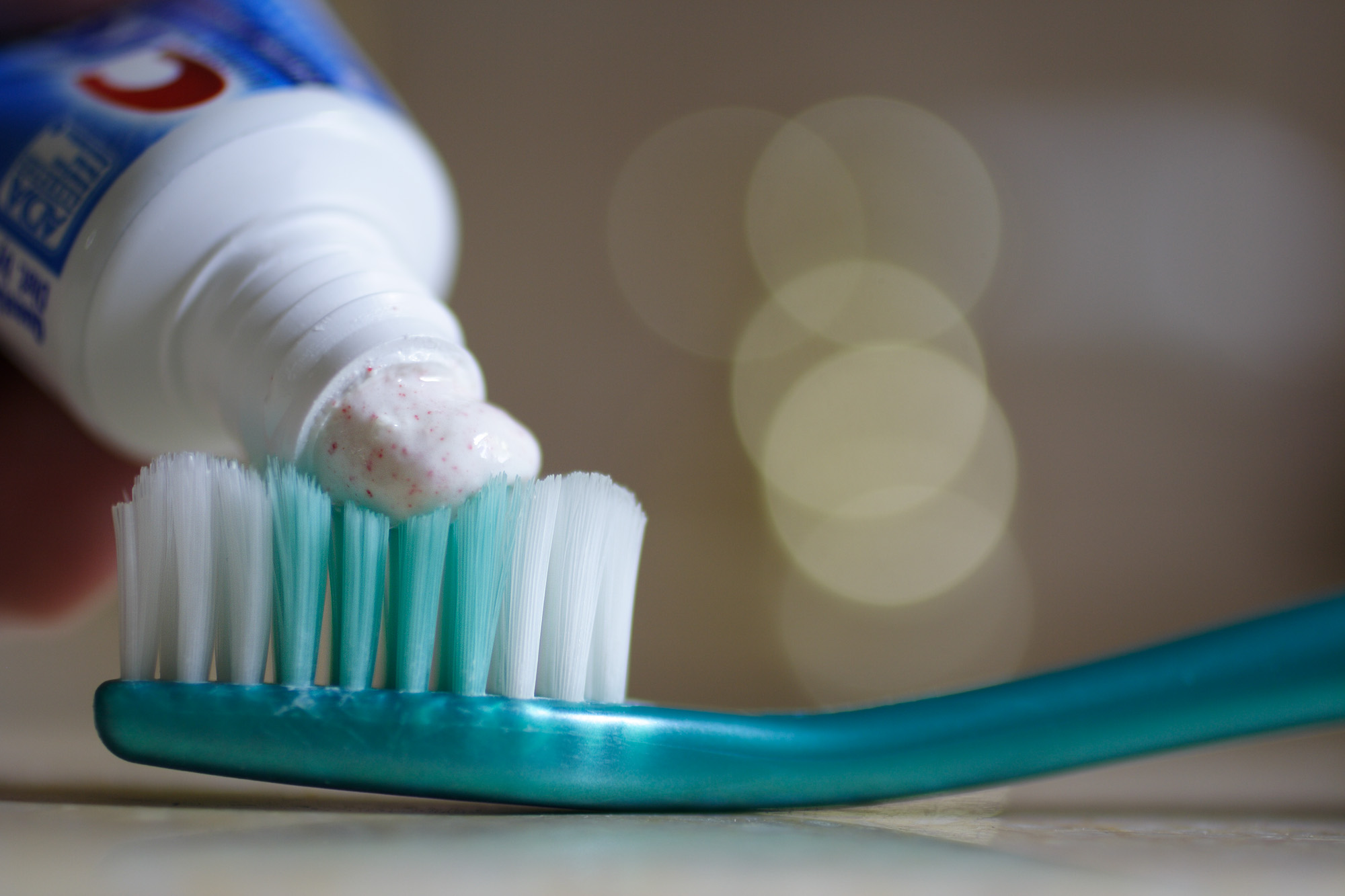
Aplicació de dentífric en tub sobre un raspall de dents

La pasta de dents, pasta dentifrícia, dentifrici o dentífric és un material d'higiene personal per a netejar les dents amb un raspall de dents. Es compon entre d'altres ingredients d'abrasius com ara diòxid de silici, glicerol, substàncies blanquejants, aromes, colorants, conservants, aigua, a més d'un producte cada vegada més controvertit pel seu impacte negatiu a la natura, les micropartícules de plàstic.
La pasta moderna sol contenir fluor sota la forma de monofluorfosfat de sodi ({\displaystyle {\ce {Na2PO3F}}}) i fluorur de sodi ({\displaystyle {\ce {NaF}}}) com a substància de medicina preventiva contra la periodontitis i el càries. Una composició equilibrada és indispensable per a una bona higiene bucal. La majoria dels dentifricis moderns són bons. També s'ha de prendre en consideració la salut general i l'edat. Pastes amb zinc es desaconsellen per a criatures. Des de l'edat de quaranta anys i sobretot quant el periodonci comença deixant al descobert la part de la dent sense esmalt, s'han d'emprar dentifricis suaus, amb menys abrasius. No només els components, però també la manera de raspallar amb massa força poden danyar les dents i el periodonci. S'aconsella de consultar almenys una vegada l'any el dentista i més aviat quan es constata qualsevol problema.

## Esbós d'història

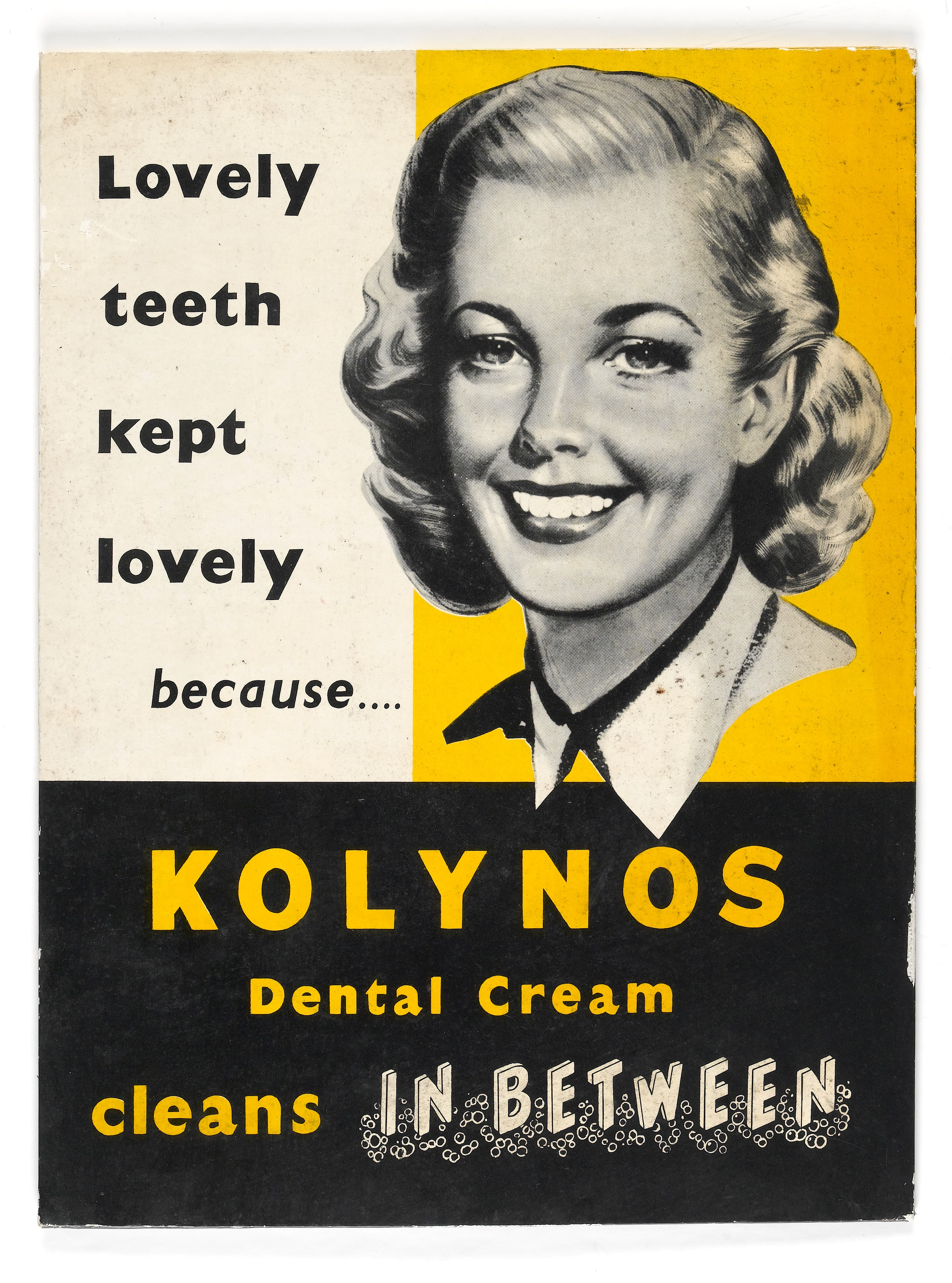
Propaganda de dentifrici dels anys 1940

En el segle XIX –quan la gent es netejava les dents, però encara no era de costum quotidià– es feia servir qualsevol mena de pólvores abrasives mesclades amb aigua. Els dentífrics casolans portaven guix, maó polvoritzat i sal com a ingredients comuns. Aleshores els antisèptics bucals van començar guanyant popularitat entre la gent benestant. El 1866 la Home Cyclopedia recomanà el carbó de llenya en pols, tot advertint que certs dentífrics comercials d'aleshores haurien sigut nocius per a la salut. L'americà Washington Sheffield generalment es considera com l'inventor del dentifrici modern. Va ser el primer que el 1850 va barrejar la pols amb glicerina, aquesta darrera encara avui un component de moltes pastes. A Viena el 1887, l'industrial Carl Sarg (1831-1895) va ser el primer per utilitzar els tubs, que ja utilitzava per a les pintures que venia als artistes. Això va ser l'inici del dentífric com producte de masses. Quan el 1890 Willoughby D. Miller (1853-1907) va publicar la teoria que hi havia una relació entre càries, hidrats de carboni i bacteris, Newell Sill Jenkins (1840-1919) va desenvolupar el 1908 la primera pasta amb antisèptics, de la marca Kolynos.
La pasta de dents a ratlles es va inventar i patentar el 1957. Al cim del tub, es posa una petita quantitat de colorant amb viscositat diferent, la resta queda blanc. En prémer el tub la pasta i el colorant surten simultàniament per l'embocadura que té una forma especial que crea l'efecte. Una companyia de publicitat hi va veure una oportunitat de propaganda per diferenciar productes del grup Unilever en principi molt bescanviables amb els de la competència i es va treure al mercat la marca bicolor Signal.